# Hesse-Darmstadt
Hesse-Darmstadt (desde 1568, Landgraviato de Hesse-Darmstadt; a partir de 1816, Gran Ducado de Hesse y el Rin) fue un antiguo Estado del Sacro Imperio Romano Germánico, en el actual territorio de Alemania, y plenamente independiente desde 1806. Su historia comprende desde 1568 hasta 1918. Su capital era Darmstadt, ciudad que le dio nombre en sus orígenes.

## Historia

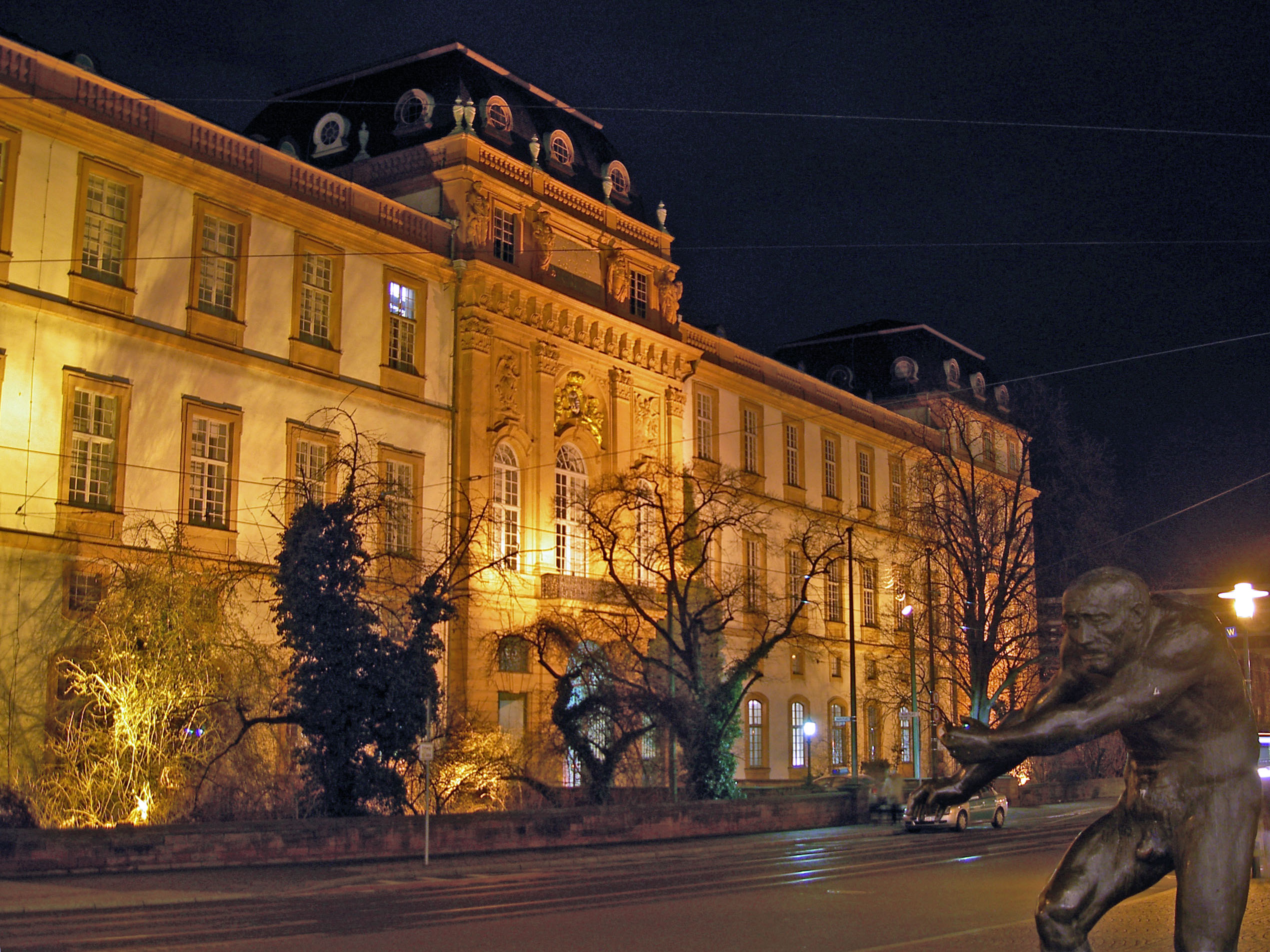
El Palacio de Darmstadt fue la residencia de los landgraves y grandes duques de Hesse-Darmstadt

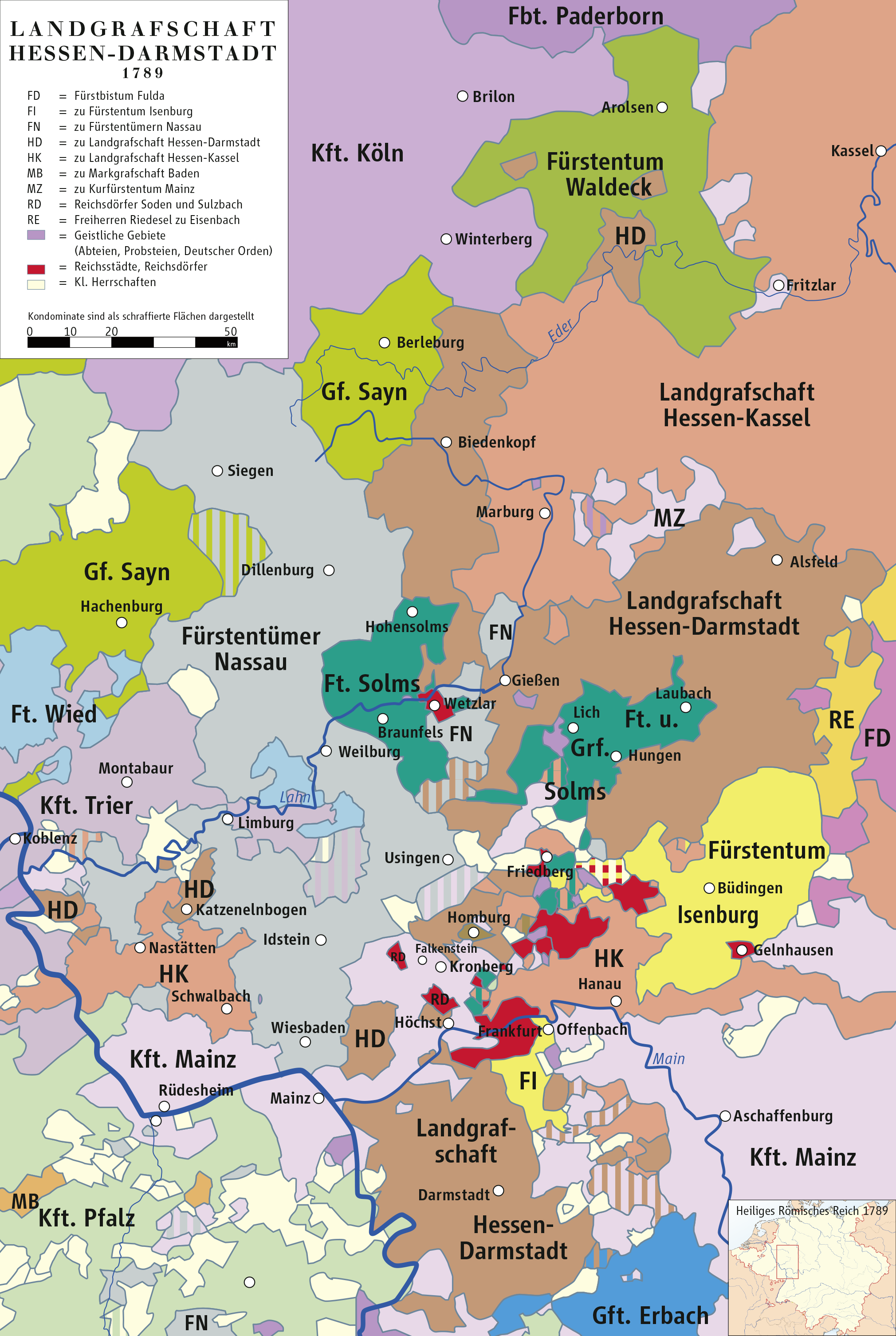
Mapa del Landgraviato de Hesse-Darmstadt en 1789.

Hesse-Darmstadt se constituyó como Estado independiente a partir de la fragmentación del Landgraviato de Hesse, cuyo último gobernante, el landgrave Felipe I de Hesse, dividió sus posesiones entre sus cuatro hijos a su muerte en 1568. Tiempo después, sólo sobrevivirían dos de estos landgraviatos: Hesse-Darmstadt y Hesse-Kassel, Estados que llegarían a rivalizar entre sí, pese a tener lazos familiares. Los otros dos Hesse-Marburgo y Hesse-Rheinfels desaparecerían. 
Mientras que Hesse-Kassel se convirtió al calvinismo, Hesse-Darmstadt permaneció luterano, y el landgrave Jorge II mantendría una alianza con Sajonia y a la larga se uniría a la causa austriaca. 
Con la Reichsdeputationshauptschluss, una serie de secularizaciones llevadas a cabo en Alemania, el landgraviato de Hesse-Darmstadt aumentó sus fronteras en 1803. Entre los territorios ganados se encontraban el Ducado de Westfalia, gobernado por el Arzobispo de Colonia, y también los territorios del Electorado de Maguncia y el obispado de Worms.
En 1806 se disolvió el Sacro Imperio Romano Germánico. Algunos años después, el Landgraviato de Hesse-Darmstadt cambió su nombre a Gran Ducado de Hesse y el Rin en 1816.
En 1867, la mitad norte del Gran Ducado (provincia de Oberhessen) se integró dentro de la Confederación Alemana del Norte, mientras que la otra mitad al sur del Rin (provincias de Starkenburg y Rheinhessen) permaneció fuera de la misma. En 1871, el Gran Ducado pasó a formar parte del Imperio alemán. El último gran duque, Ernesto Luis, fue derrocado del trono al finalizar la Primera Guerra Mundial. Abolida la monarquía, se cambió el nombre a Estado Popular de Hesse, un estado de la República de Weimar, poniendo fin así a la historia del Gran Ducado.
Actualmente, la mayor parte de lo que fue Hesse-Darmstadt pertenece al Estado federado alemán de Hesse, mientras que la provincia occidental de Rheinhessen se integró al Estado de Renania-Palatinado.

## Landgravesde Hesse-Darmstadt
- Jorge I (1568-1596).
- Luis V (1596-1626).
- Jorge II (1626-1661).
- Luis VI (1661-1678).
- Luis VII (1678).
- Ernesto Luis (1678-1739).
- Luis VIII (1739-1768).
- Luis IX (1768-1790).
- Luis X (1790-1830; a partir de 1806, gran duque Luis I).

## Grandes duques de Hesse
- Luis I (1790-1830).
- Luis II (1830-1848).
- Luis III (1848-1877).
- Luis IV (1877-1892).
- Ernesto Luis (1892-1918).